# Talarrubias
Talarrubias je španělská obec situovaná v provincii Badajoz (autonomní společenství Extremadura).

## Poloha
Obec je vzdálena 42 km od města Herrera del Duque, 112 km od Méridy a 172 km od města Badajoz. Patří do okresu La Siberia a soudního okresu Herrera del Duque. Obcí prochází silnice EX-103, BA-136, BA-137 a BA-138.

## Historie
V roce 1834 se obec stává součástí soudního okresu Herrera del Duque. V roce 1842 čítala obec 689 usedlostí a 2122 obyvatel.

## Odkazy

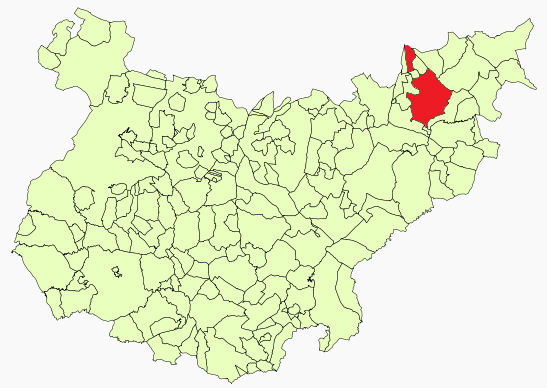
Poloha obce v provincii Badajoz

## Demografie
| Populace obce Talarrubias z let (1842–2010) | Populace obce Talarrubias z let (1842–2010) | Populace obce Talarrubias z let (1842–2010) | Populace obce Talarrubias z let (1842–2010) | Populace obce Talarrubias z let (1842–2010) | Populace obce Talarrubias z let (1842–2010) | Populace obce Talarrubias z let (1842–2010) | Populace obce Talarrubias z let (1842–2010) | Populace obce Talarrubias z let (1842–2010) | Populace obce Talarrubias z let (1842–2010) | Populace obce Talarrubias z let (1842–2010) | Populace obce Talarrubias z let (1842–2010) | Populace obce Talarrubias z let (1842–2010) | Populace obce Talarrubias z let (1842–2010) | Populace obce Talarrubias z let (1842–2010) | Populace obce Talarrubias z let (1842–2010) | Populace obce Talarrubias z let (1842–2010) | Populace obce Talarrubias z let (1842–2010) |
| ------------------------------------------- | ------------------------------------------- | ------------------------------------------- | ------------------------------------------- | ------------------------------------------- | ------------------------------------------- | ------------------------------------------- | ------------------------------------------- | ------------------------------------------- | ------------------------------------------- | ------------------------------------------- | ------------------------------------------- | ------------------------------------------- | ------------------------------------------- | ------------------------------------------- | ------------------------------------------- | ------------------------------------------- | ------------------------------------------- |
| 1842                                        | 1857                                        | 1860                                        | 1877                                        | 1887                                        | 1897                                        | 1900                                        | 1910                                        | 1920                                        | 1930                                        | 1940                                        | 1950                                        | 1960                                        | 1970                                        | 1981                                        | 1991                                        | 2001                                        | 2010                                        |
| 2 122                                       | 2 817                                       | 2 843                                       | 2 681                                       | 2 825                                       | 2 891                                       | 3 023                                       | 3 595                                       | 3 948                                       | 4 581                                       | 4 901                                       | 5 685                                       | 6 398                                       | 5 051                                       | 3 946                                       | 3 723                                       | 3 602                                       | 3 617                                       |